# Help (comando)
help é uma linha de comando de vários sistemas operacionais, tais como unix-like, Command.com, cmd.exe, entre outros. É um comando empregado em diversos sistemas interativos, como no interpretador de comandos bash. Geralmente, é responsável por exibir um log de ajuda ao usuário, dando maiores explicações sobre o funcionamento do sistema ou de suas particularidades.